# 翁唐克斯
翁唐克斯（法語：Hontanx，法語發音：[ɔ̃tɑ̃ks]）是法国朗德省的一个市镇，属于蒙德马桑区。

## 地名
该地名“Hontanx”发音为[ɔ̃tɑ̃ks]，末尾字母“x”发音，《世界地名翻译大辞典》与《世界地名译名词典》将其误译作“翁唐”。

## 地理
翁唐克斯（43°49'29"N, 0°16'26"W）面积30.48 平方千米，位于法国新阿基坦大区朗德省，该省份为法国西南部沿海省份，是法國本土面积第二大的省，北起吉倫特省，西临大西洋，南至大西洋比利牛斯省，东临热尔省，东北与洛特-加龍省接壤。
与翁唐克斯接壤的市镇（或旧市镇、城区）包括：勒乌加、布尔达拉、卡斯唐代、阿杜尔河畔卡泽尔、吕萨涅、佩尔基、圣然、勒维尼欧。
翁唐克斯的时区为UTC+01:00、UTC+02:00（夏令时）。

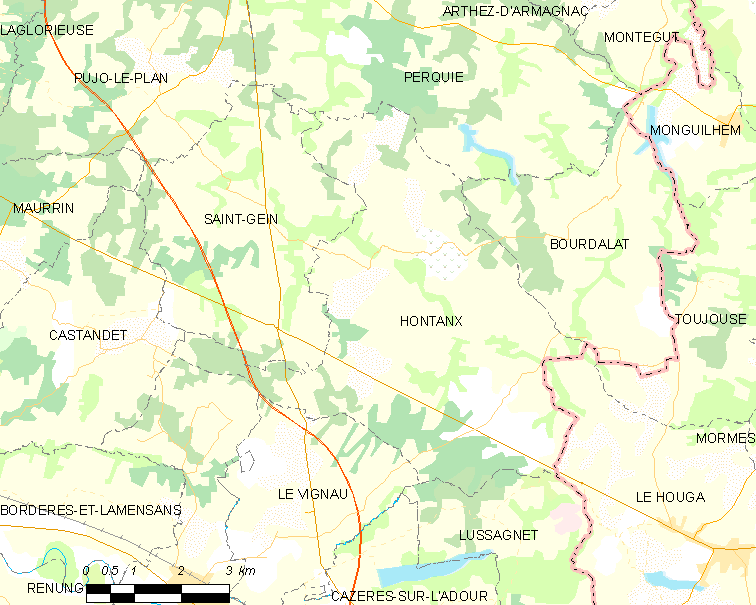
翁唐克斯的OSM定位图

## 行政
翁唐克斯的邮政编码为40190，INSEE市镇编码为40127。

## 政治
翁唐克斯所属的省级选区为阿杜尔-阿马尼亚克县。

## 人口

1962-2008年间翁唐克斯人口变化图示

翁唐克斯于2022年1月1日时的人口数量为611人。